# Glodeni (Dâmbovița)
Glodeni é uma comuna romena localizada no distrito de Dâmboviţa, na região de Muntênia. A comuna possui uma área de  km² e sua população era de 4436 habitantes segundo o censo de 2007.